# موش برهنه

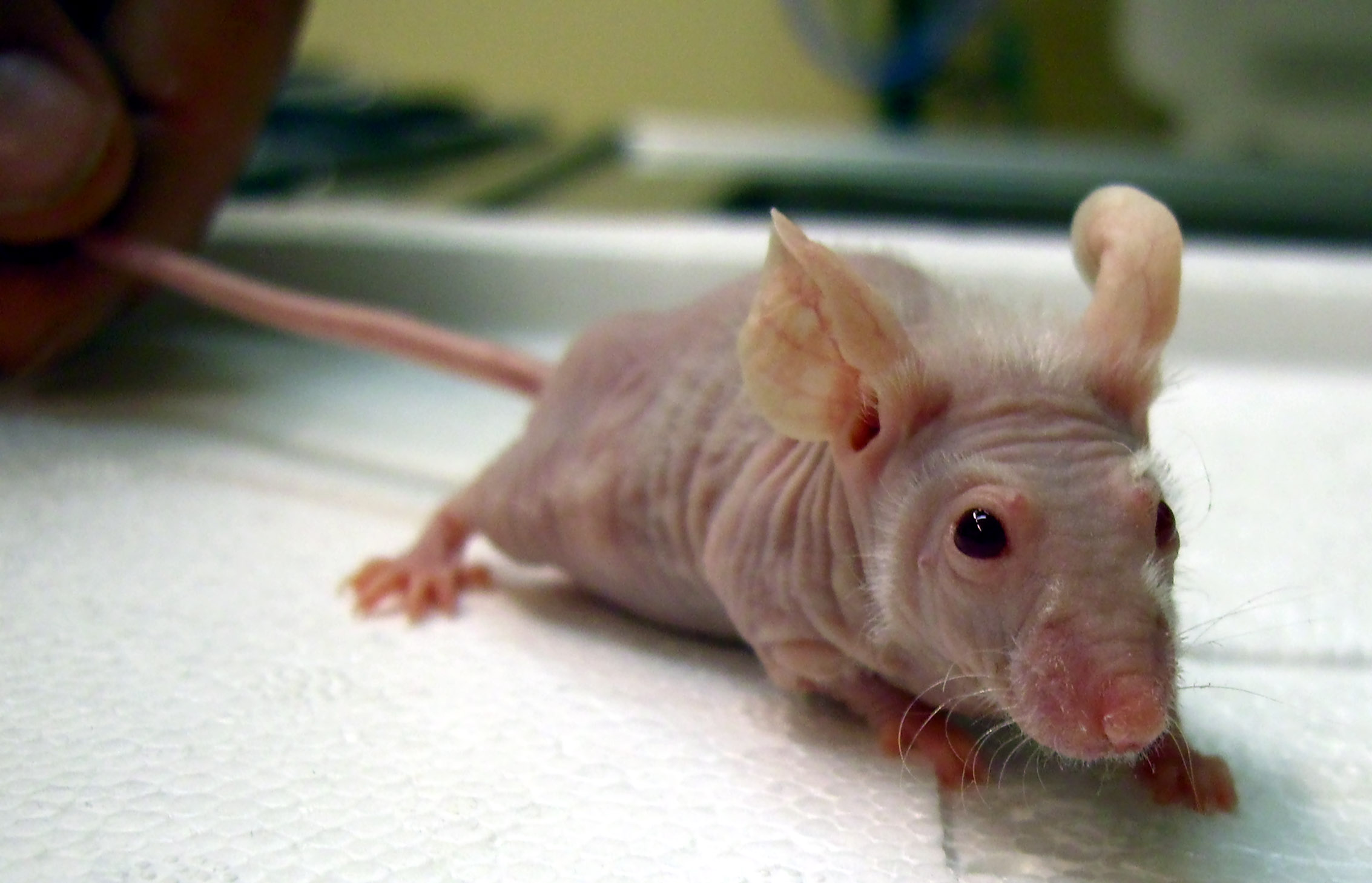
موش برهنه

موش برهنه نژادی از موش آزمایشگاهی با یک جهش ژنتیکی منجر به تخریب یا فقدان تیموس است که در آن سیستم ایمنی به دلیل کاهش شدید سلولهای T مهار می‌شود. فنوتایپ (مشخص‌ترین خصیصه ظاهری) این موش فقدان موی بدن است که سبب اعطای لقب «برهنه» است. موش برهنه می‌تواند بافتهای مختلف و پیوندهای توموری متنوعی را بدون پس زدن بافت مورد نظر دریافت کند و از این لحاظ در مطالعات تحقیقاتی حائز اهمیت است. پیوند به بیرون اغلب برای بررسی روشهای تصویربرداری و درمان تومورها استفاده می‌شوند. مبنای ژنتیکی جهش موش برهنه تخریب ژن FOXN1 است.

## نام‌گذاری
نام‌گذاری موش برهنه از زمان کشف آن دچار تغییراتی شده‌است. در ابتدا تحت عنوان nu توصیف شدند و پس از شناخت جهش هومولوگ سرچنگالی HNF-3/ ژن 11 (HNF-3/forkhead homolog) به Hfh11nu تغییر پیدا کردند. سپس در سال ۲۰۰ ژن مسول جهش به عنوان عضوی از خانواده ژنی Fox شناخته شد و نام این موش به Foxn1nu به روزرسانی شد.

## تاریخچه و اهمیت
موشهای برهنه برای اولین بار در سال ۱۹۶۲ توسط نورمن، آر گریست در آزمایشگاه ویروس‌شناسی برونویل در بیمارستان روچیل گلاسکو کشف شدند. به دلیل فقدان تیموس، موشهای برهنه نمی‌توانند لنفوسیت T بالغ تولید کنند و بنابراین انواعی از پاسخهای ایمنی سازگار کننده شامل موارد زیر را ندارند:
1. تولید آنتی‌بادی نیازمند به سلولهای CD4  + T helper
2. پاسخهای ایمنی سلولی نیازمند به CD4+ و/یا T CD8
3. تأخیر پاسخ‌های حساسیتی (نیازمند به سلول‌های CD4+ T)
4. کشتن سلولهای آلوده به ویروس یا بدخیم (نیازمند به CD8+ T سایتوتوکسیک سلول)
5. رد پیوند (نیازمند به هر دو CD4+ و CD8+ T cells)

به دلیل ویژگی‌های فوق، موشهای برهنه را برای فهم سیستم ایمنی، لوسمی، تومورهای یکپارچه، ایدز و سایر انواع نقص سیستم ایمنی مثل لپروپسی مطالعه می‌کنند. علاوه بر این، عدم حضور سلولهای T فعال نه تنها از پس زدن پیوندها جلوگیری کرده، بلکه حتی توانایی رد پیوندهای Xenograft، که پیوند بافت از گونه‌های دیگر است، را نیز از آنها سلب می‌کند.
اکثر گونه‌های موشهای برهنه، بخصوص با افزایش سن، مقداری سلول T دارند. به همین دلیل امروز این موشها کمتر در تحقیقات مورد استفاده قرار گرفته و موشهای فاقد ژن (Knockout) با ایجاد نقص کامل در سیستم ایمنی به وجود آمدند (مثلاً موشهای ناک اوت RAG1 و RAG2).

## ژنتیک
موش برهنه در نتیجه حذف خود بخودی ژن FOXN1 به وجود می‌آید (انسانهایی که جهش در FOXN1 را دارند نیز فاقد تیموس بوده و نقص در سیستم ایمنی دارند). موشهای با حذف هدف دار در FOXN1 (موشهای Knockout) نیز شکل ظاهری برهنه دارند. به دلیل عدم رشد کافی غدد پستانی در موشهای برهنه ماده، این موشها نمی‌توانند به درستی از فرزندان خود مراقبت کنند و بنابراین موشهای برهنه نر با موشهای هتروزیگوت (ناجور تخم) آمیزش داده می‌شوند.

## عمر
طول عمر برهنه موش به‌طور معمول ۶ ماه تا یک سال است. در محیط‌های کنترل شده بدون میکروب و با تیمارهای آنتی‌بیوتیکی در آزمایشگاه‌هایی که به‌طور معمول از موشهای برهنه استفاده می‌کنند حداکثر تا طول حیات موش معمولی زنده می‌مانند (۱۸ ماه تا دو سال).